# Església de la Santa Creu (Varsòvia)
L'església de la Santa Creu (en polonès Kościół św, Krzyża o Kościół Świętokrzyski) és una església catòlica al centre de Varsòvia. Situada al Carrer Krakowskie Przedmieście, davant del campus principal de la universitat de Varsòvia, és una de les més rellevants esglésies barroques de la capital polonesa. És actualment administrada pels germans missioners de sant Vicenç de Paül.
L'església actual va ser construïda entre 1679 i 1696 en la localització d'una església precedent construïda l'any 1526, a l'època fora dels límits de la ciutat, també construïda en lloc d'una capella de fusta ja dedicada a la Santa Creu. L'església va quedar seriosament deteriorada durant la insurrecció de Varsòvia de 1944 i a continuació dinamitada pels alemanys. Va ser reconstruïda entre 1945 i 1953 però en una arquitectura simplificada per B. Zborowski. L'interior va ser també reconstituït però sense els frescos i les policromies barroques. L'altar principal va ser reconstruït entre 1960 i 1972.
El cor de Frédéric Chopin descansa en un cenotafi en un dels pilars de l'església.
L'església de la Santa Creu i els seus jardins (que avui ja no existeixen, ocupats per l'edifici del Ministeri d'hisenda) han donat nom al carrer Świętokrzyska, un dels carrers més coneguts de Varsòvia.
La firma dels acords de Gdańsk l'any 1980 entre el sindicat Solidarność i el govern comunista polonès, va ser conclòs amb una missa que seria retransmesa a tot el país per la ràdio d'Estat, la primera sota el règim comunista. La missa retransmesa va ser una missa celebrada a l'església de la Santa Creu.

## Galeria

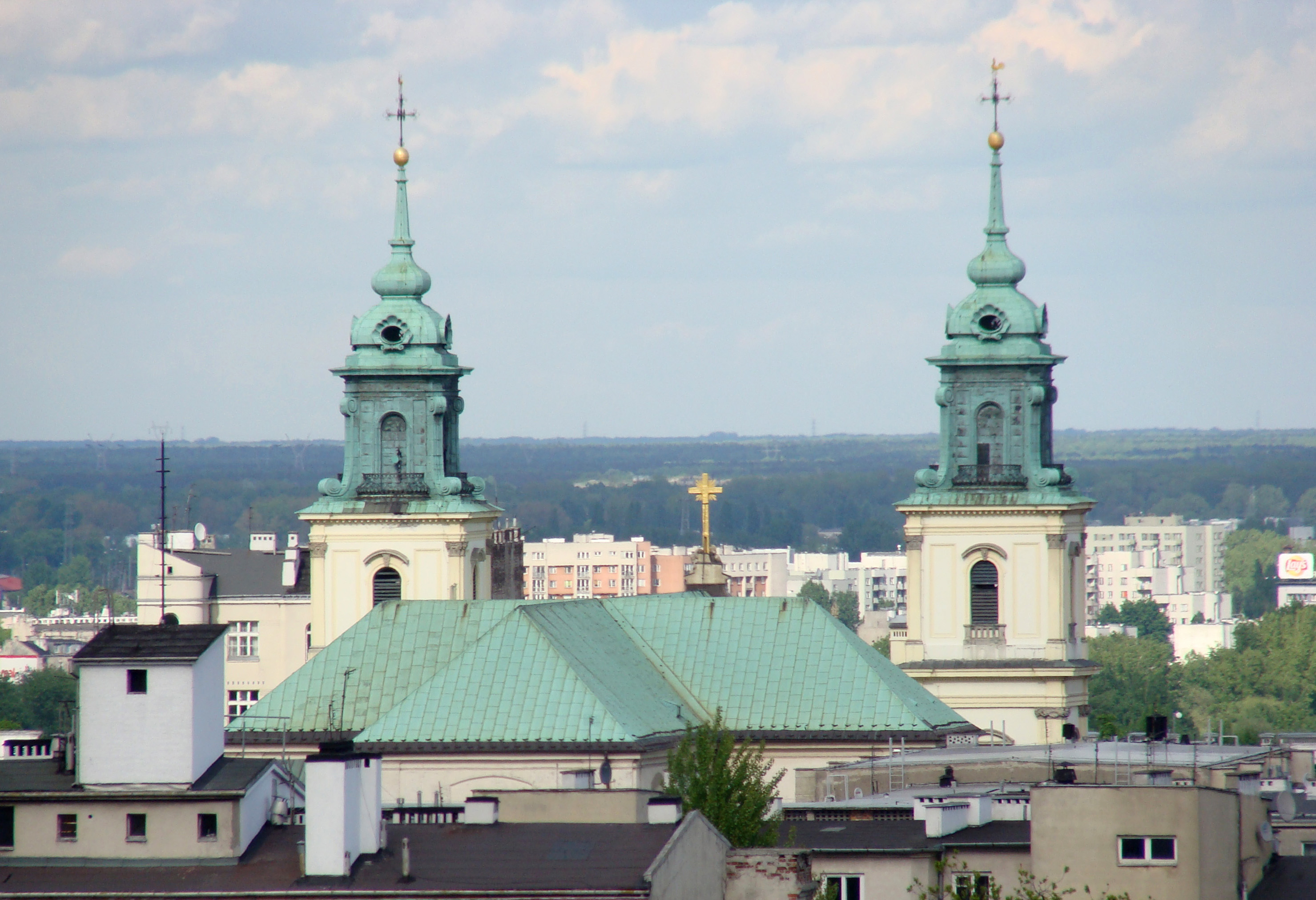
La teulada i els campanars de coure de l'església el 2008
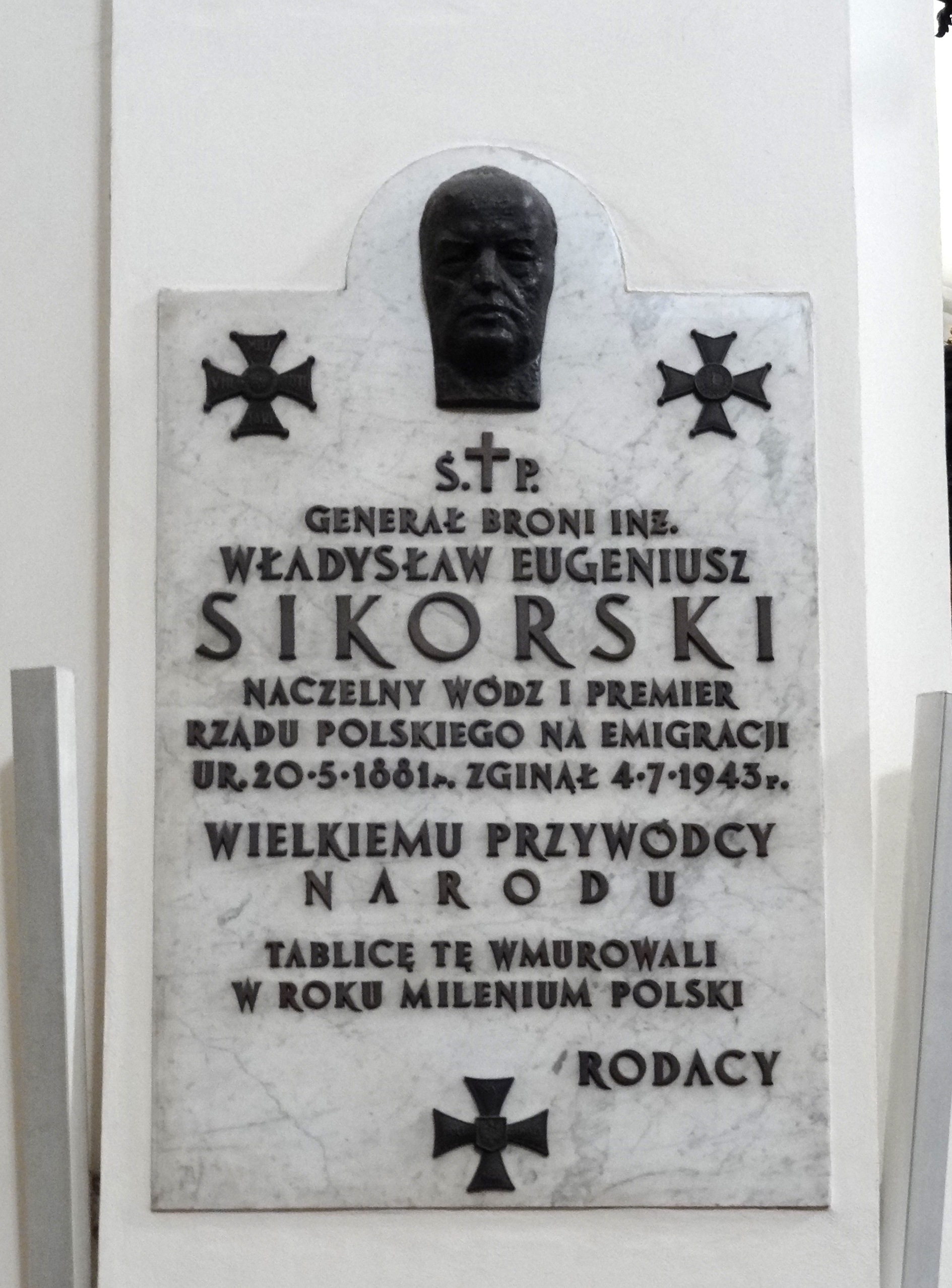
Placa commemorant Władysław Sikorski, el « general i primer ministre del govern a l'exili. »
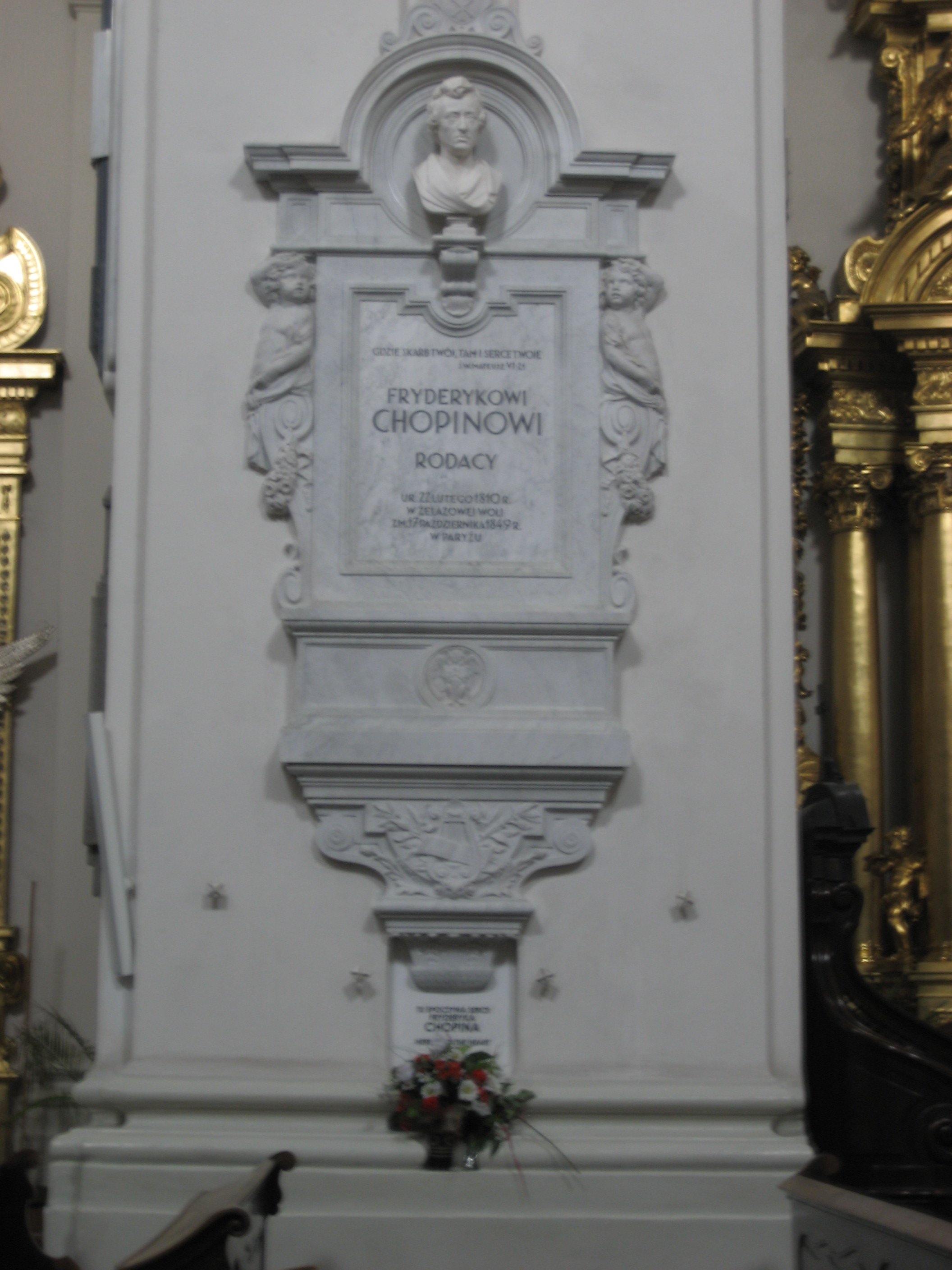
El pilar que conté el cor de Frédéric Chopin (just a sobre del ram, al mig del cenotafi).
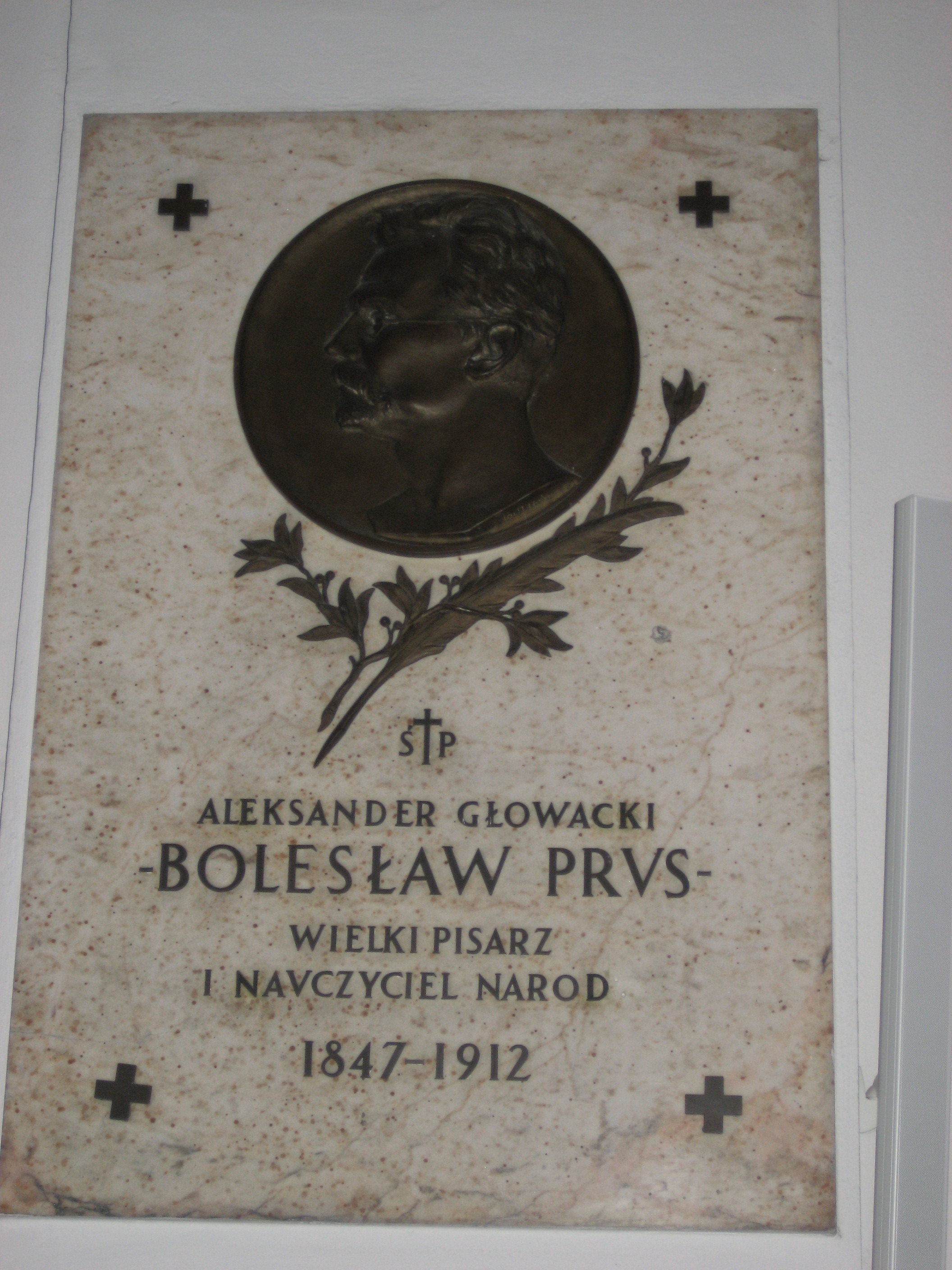
Placa de l'escultor Stanisław Jackowski representant el perfil de Bolesław Prus i commemorant el « gran escriptor i professor de la nació. »
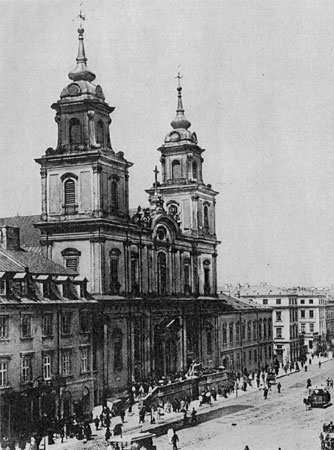
L'església l'any 1890
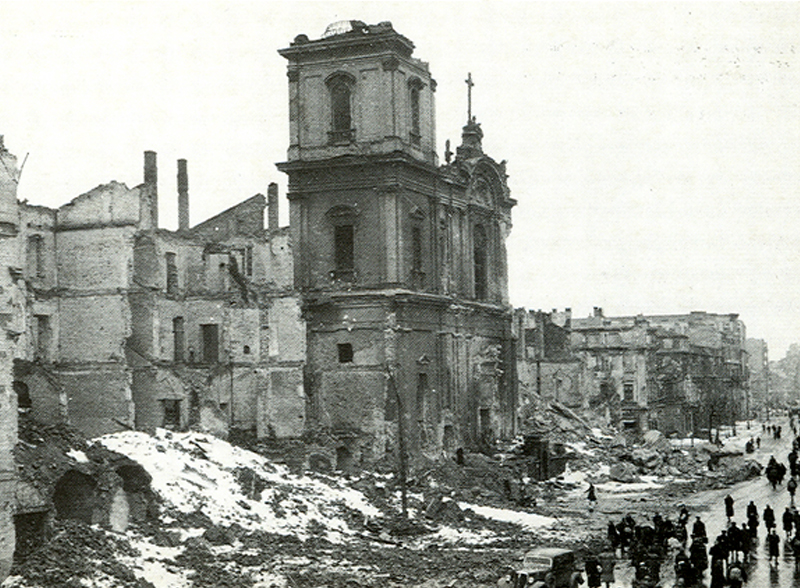
L'església l'any 1945